# 博塞茹爾堡

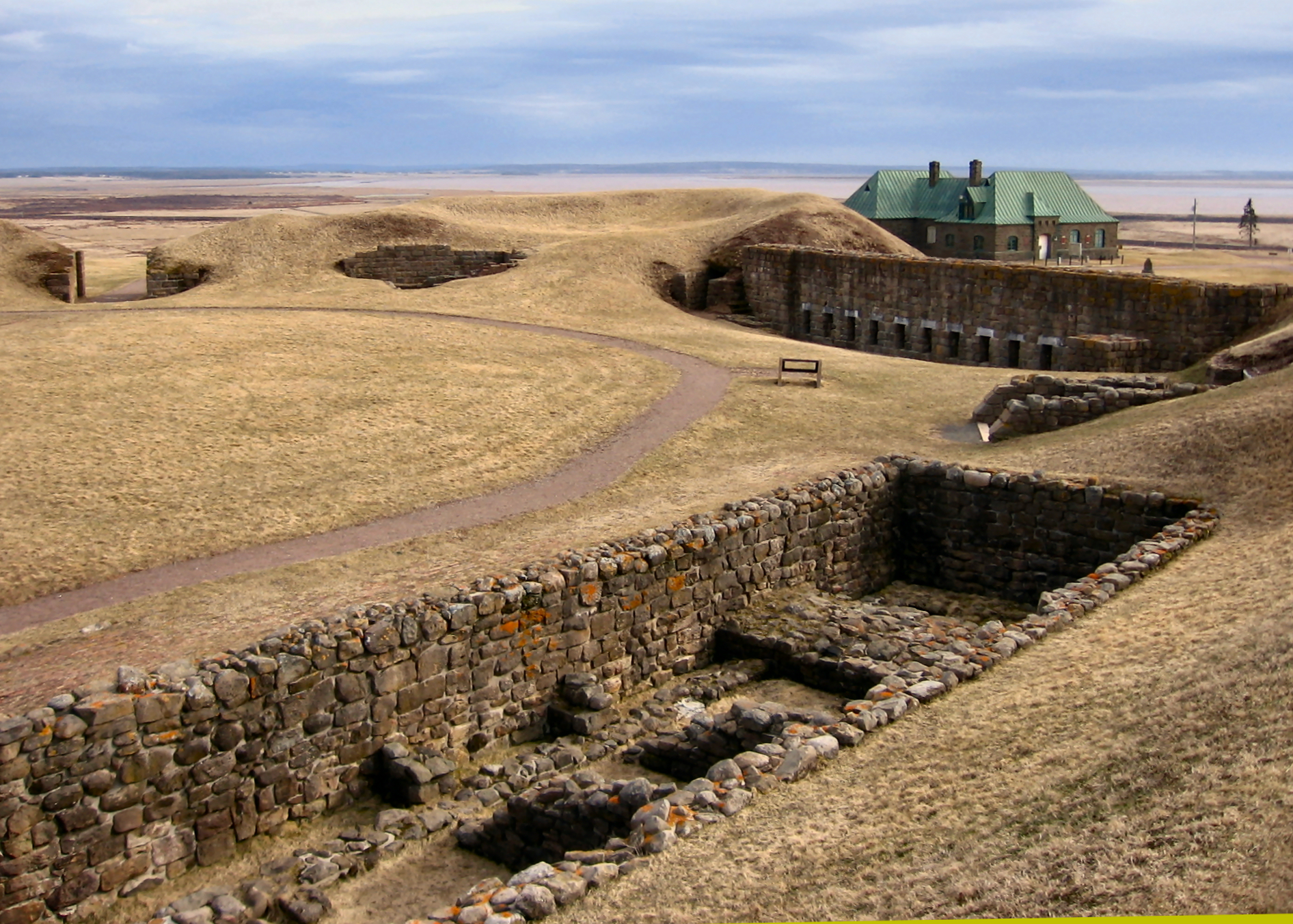
博塞茹爾堡遺跡

博塞茹爾堡（Fort Beauséjour），在1755年改名為坎伯蘭堡（Fort Cumberland），位於加拿大東岸希格内克托地峡的星形要塞。該處對阿卡迪亞有著戰略性的意義，由法國於1751至1752年間建造，至1755年博塞茹爾堡戰役敗北後將城池拱手讓給了英方。它在1920年被列為加拿大國家歷史遺址，堡壘的部分區域已被修復，並增設了博物館和遊客設施，每年吸引約6,000名遊客到訪。